# Maripa lewisii
Maripa lewisii är en vindeväxtart som beskrevs av D.F. Austin. Maripa lewisii ingår i släktet Maripa och familjen vindeväxter. Inga underarter finns listade i Catalogue of Life.